# 名古屋ゴルフ倶楽部・和合コース
名古屋ゴルフ倶楽部・和合コース（なごやゴルフクラブ・わごうコース）は、愛知県愛知郡東郷町にあるゴルフコース。地元では「和合ゴルフ場」、または単に「和合」と呼ばれることが多い。

## 概要
1929年9月15日、中京地方初のゴルフ場として開設された。設計は川奈ホテルゴルフコース（大島コース）などを手がけた大谷光明。戦時中に敷地を名古屋陸軍造幣廠に譲渡した上で会社も解散するが、終戦後の進駐軍の接収を経て1950年に再建。1955年から1957年にかけて上田治によるコース改修が行われている。
「日本屈指の難コース」といわれるゴルフ場の一つ。全体的に距離は非常に短い（6,557ヤードと女子の大会並みである）がグリーンは砲台型のためフェアウェイから面が見えない上にお椀型の為にボールが止まらず、その上に小さめで速い。バンカーはボールが沈み込みやすい粒子が小さい砂を使用している。また風は終始安定しておらず、ゴルファーの戦略を左右する。とりわけ池越えの17番（175ヤード、パー3）はスポーツマスコミでしばしば「魔の17番」と俗称される。そのため距離からすれば優勝スコアは20アンダーをこえても不思議ではないのだが、10アンダーをこえるのも難しいコースである。
1966年より中日クラウンズの会場となっている他、1936年と1956年には日本プロ選手権 (当時マッチプレー方式) 、1989年には日本オープン選手権、2011年には日本女子オープン選手権を開催している。
2010年の中日クラウンズにおいて、優勝した石川遼が最終日男子ツアータイ記録となる12バーディーを記録、ノーボギーでコースレコードの58をマークした。

## 所在地
- 〒470-0153：愛知県愛知郡東郷町大字和合字ドンドロ35番地の1

## コース情報
- 開場日 - 1929年9月15日
- 設計者 - 大谷光明

## コースレイアウト
- Cグリーン

| Tee   | Hole  | 1   | 2   | 3   | 4   | 5   | 6   | 7   | 8   | 9   | Out   | 10  | 11  | 12  | 13  | 14  | 15  | 16  | 17  | 18  | In    | Total |
| ----- | ----- | --- | --- | --- | --- | --- | --- | --- | --- | --- | ----- | --- | --- | --- | --- | --- | --- | --- | --- | --- | ----- | ----- |
| Blue  | Yards | 370 | 523 | 449 | 170 | 426 | 370 | 181 | 398 | 374 | 3,261 | 366 | 337 | 360 | 200 | 444 | 591 | 388 | 175 | 435 | 3,296 | 6,557 |
| White | Yards | 361 | 500 | 432 | 152 | 406 | 357 | 161 | 386 | 363 | 3,118 | 359 | 326 | 338 | 182 | 415 | 569 | 368 | 159 | 413 | 3,129 | 6,247 |
| Gold  | Yards | 350 | 469 | 399 | 141 | 392 | 345 | 154 | 368 | 349 | 2,967 | 345 | 309 | 327 | 150 | 393 | 541 | 353 | 148 | 402 | 2,968 | 5,935 |
| Red   | Yards | 350 | 453 | 383 | 134 | 385 | 332 | 149 | 362 | 349 | 2,902 | 345 | 305 | 304 | 150 | 370 | 424 | 328 | 142 | 369 | 2,732 | 5,634 |
| Par   | Par   | 4   | 5   | 4   | 3   | 4   | 4   | 3   | 4   | 4   | 35    | 4   | 4   | 4   | 3   | 4   | 5   | 4   | 3   | 4   | 35    | 70    |

## アクセス
- 国道153号（豊田西バイパス）沿い
- 東名高速道路 / 東名三好IC
- 名古屋高速2号東山線 / 高針出入口
- 名鉄バス 星ヶ丘・豊田線 / 「和合ゴルフ場前」停留所

## 中日クラウンズ開催時のアクセス
中日クラウンズの開催時には名古屋市営地下鉄鶴舞線の赤池駅から無料のギャラリーバスが運行されている（以前は名古屋市営地下鉄東山線の星ヶ丘駅、名鉄名古屋本線の前後駅から無料のギャラリーバスが運行されたこともある）。